# Karl Zischek
Karl Zischek (28 agosto 1910 – 6 ottobre 1985) è stato un calciatore austriaco, di ruolo ala destra. Trascorse tutta la carriera nel Wacker Vienna.

## Carriera
Zischek esordì nella prima squadra del Wacker nel 1929, e due anni dopo fu convocato per una partita della Nazionale contro la Scozia, terminata 5-0, che sancì la nascita "ufficiale" del Wunderteam. Gli scozzesi erano, fino a quel momento, imbattuti sul continente. Nelle partite che seguirono, l'Austria e Zischek confermarono le proprie capacità: 6-0 e 5-0 alla Germania, 8-1 alla Svizzera, 8-2 all'Ungheria. Zischek era in campo anche durante l'unica sconfitta di quella squadra, a Londra contro l'Inghilterra (3-4), partita in cui mise a segno due reti.
L'11 febbraio 1934 a Torino fu protagonista, realizzando 3 reti, dell'umiliante sconfitta inflitta dalla nazionale austriaca all'Italia per 4-2, sconfitta che segnò la fine della carriera in nazionale di Umberto Caligaris che in quella partita aveva il compito di marcarlo. Quella messa da segno da Zischek resta la più recente tripletta subita in casa dalla Nazionale Italiana.
Partecipò dunque ai Mondiali del 1934, in cui la squadra fu sconfitta in semifinale contro l'Italia e nella finela per il terzo posto contro la Germania, classificandosi dunque quarti. Durante il torneo, Zischek segnò il gol del provvisorio 2-0 sull'Ungheria nei quarti, gara poi terminata 2-1 per gli austriaci. Giocò anche le qualificazioni per il Mondiale del 1938, ma l'Austria - pur qualificandosi sul campo - non giocò a causa dell'Anschluss, e così Zischek lasciò la Nazionale.
Rimasto al Wacker, Karl Zischek poté consolarsi continuando a segnare con regolarità in tutte le competizioni. Nella stagione 1946-1947 il club, che fino a quel momento non aveva mai vinto nulla, riuscì nell'impresa di conquistare campionato e coppa insieme, ottenendo il double. In quella squadra giocava un giovanissimo Gerhard Hanappi, poi stella al Rapid Vienna. Zischek lasciò il calcio dopo quella storica stagione, che lo aveva visto campione d'Austria con due punti di vantaggio sul Rapid (30 contro 28) e vincitore della Coppa d'Austria in finale, sempre contro i bianco-verdi (4-3).

## Palmarès

### Club

#### Competizioni nazionali
- Campionato austriaco: 1

Wacker Vienna: 1946-1947
- Coppa d'Austria: 1

Wacker Vienna: 1946-1947